# Liste der Kulturdenkmäler in Obernheim-Kirchenarnbach
In der Liste der Kulturdenkmäler in Obernheim-Kirchenarnbach sind alle Kulturdenkmäler der rheinland-pfälzischen Ortsgemeinde Obernheim-Kirchenarnbach aufgeführt. Grundlage ist die Denkmalliste des Landes Rheinland-Pfalz (Stand: 14. Dezember 2023).

## Einzeldenkmäler
| Bezeichnung                                  | Lage                                                                | Baujahr                        | Beschreibung | Bild                           |
| -------------------------------------------- | ------------------------------------------------------------------- | ------------------------------ | --- | ------------------------------ |
| Pfarrhaus                                    | Kirchenarnbach, Im Eck 9 Lage                                       | 1752                           | ehemaliges katholische Pfarrhaus; Walmdachbau, 1752 | BW                             |
| Wegekreuz                                    | Kirchenarnbach, Im Eck, bei Nr. 9 Lage                              | 1756                           | Wegekreuz, bezeichnet 1756 | BW                             |
| Kirchenruine                                 | Kirchenarnbach, Im Eck 11 Lage                                      |                                | ehemalige katholische Pfarrkirche; Ruine, Kirchhof mit Bruchsteinstützmauer | BW                             |
| Katholische Pfarrkirche St. Johannes Baptist | Kirchenarnbach, Kirchenstraße Lage                                  | 1898/99                        | neuspätgotische Rotsandsteinquaderhalle, 1898/99, Architekt Ludwig Becker, Mainz | weitere Bilder Fotos hochladen |
| Katholisches Pfarrhaus                       | Kirchenarnbach, Kirchenstraße 9 Lage                                | 1898/99                        | Sandsteinquaderbau, 1898/99 | BW                             |
| Friedhofskreuz                               | Kirchenarnbach, Kolpingstraße, auf dem Friedhof Lage                | 1913                           | Friedhofskreuz, bezeichnet 1913; Wegekreuz mit barockem Sockel | BW                             |
| Wegekreuz                                    | Kirchenarnbach, Schulstraße, Ecke Kirchenstraße Lage                | Mitte des 19. Jahrhunderts     | klassizistisches Wegekreuz, Mitte des 19. Jahrhunderts | Fotos hochladen                |
| Kapelle Maria Bildeich                       | Kirchenarnbach, südöstlich des Ortes; Flur Maria Bildeiche Lage     | 1841                           | Putzbau, 1841 | BW                             |
| Brunnen                                      | Obernheim, Landstuhler Straße, hinter Nr. 62 Lage                   |                                | Waschbrunnen | BW                             |
| Brunnen                                      | Obernheim, Landstuhler Straße, bei Nr. 66 Lage                      |                                | Waschbrunnen | BW                             |
| Hofanlage                                    | Obernheim, Landstuhler Straße 91 Lage                               | 1862                           | Hofanlage; verputztes klassizistisches Fachwerkhaus, teilweise massiv, bezeichnet 1862, im Kern eventuell älter; Backofenbau mit Stallteil, Scheune                                 | BW                             |
| Brunnen                                      | Obernheim, Leiningerstraße, bei Nr. 4 Lage                          |                                | Waschbrunnen | BW                             |
| Protestantische Kirche                       | Obernheim, Leiningerstraße 40 Lage                                  | um 1950                        | romanisierender Bruchsteinsaal, um 1950 | BW                             |
| Hofanlage                                    | Obernheim, Sickingerstraße 46 Lage                                  | 19. Jahrhunderts               | Hofanlage; Wohnhaus, Ende des 19. Jahrhunderts, eineinhalbgeschossiger klassizistischer Massivbau; Stallgebäude, bezeichnet 1825; Scheune                                           | BW                             |
| Friedhof                                     | Obernheim, östlich des Ortes an der K 16; Flur In der Hohmacht Lage | 19. und frühes 20. Jahrhundert | von einer niedrigen Bruchsteinmauer mit Torpfeilern umfriedetes Areal in leichter Hanglage, ehemaliger (jüdischer?) Friedhof, zahlreiche Grabsteine, 19. und frühes 20. Jahrhundert | BW                             |